# Kozly (okres Louny)
Obec Kozly se nachází v okrese Louny v Ústeckém kraji. Žije v ní 137 obyvatel. Ve vzdálenosti 10 km severně leží město Bílina, 11 km jižně město Louny, 11 km severozápadně statutární město Most a 17 km severně město Duchcov. Západně od obce se nachází přírodní památka Tobiášův vrch, východně pak přírodní rezervace Čičov.

## Historie
První písemná zmínka o Kozlech pochází z roku 1352, kdy vesnice patřila k třebenickému děkanátu. V letech 1375–1420 část Kozel vlastnila kapitula u svatého Apolináře, zatímco druhý díl vsi tvořil drobný šlechtický statek. Jeho nejstarším známým držitelem byl roku 1382 Přech ze Žichova a jeho sídlem byla tehdy písemně doložená tvrz. August Sedláček uvedl další dva držitele: Jakuba Hese v letech 1399–1412 a Radima z Truzenic v letech 1399–1427. Podle Rudolfa Anděla však Přech nebo jeho stejnojmenný syn část vsi s tvrzí vlastnili ještě v roce 1430, kdy vykonával podací právo ke kostelu svatého Martina. Určitý majetek ve vsi patřil ještě Pavlovi z Bělušic. Po smrti Přecha a Pavla se jejich majetek stal odúmrtí, kterou král Ladislav Pohrobek roku 1454 daroval Jakubu Lankášovi z Nepomyšle.
Část vsi patřící dříve kapitule drželi od roku 1498 Vlčkové z Minic. Díl vsi s tvrzí patřil roku 1517 Kunešovi z Tloskova. Po něm jej zdědil syn Vilém, který zemřel před rokem 1531. Správu majetku za nezletilé děti chtěla převzít vdova, ale zabránila jí v tom Alžběta z Tloskova. Spory pokračovaly i později, když Kunešova dcera Anna bránila Kunešovi z Hokova, aby převzal vlastnictví poloviny vsi.
Snad už Vilém z Tloskova část Kozel prodal pražské kapitule, ale zápis do zemských desek provedl až Vilémův syn Jan Kuneš. Během stavovského povstání v letech 1618–1620 prodali vzbouření stavové roku 1620 Kozly Janu Charvátovi z Bernštejna, ale v roce 1623 získala kapitula majetek zpět. Ve vsi toho roku stály dvě krčmy, ale tvrz už tehdy zmíněna nebyla. Zbývající díl vesnice s podacím právem ke kostelu poté patřil k bělušickému panství, ke kterému byla kapitulní část přikoupena roku 1750.

## Části obce
V letech 1869–1921 k obci patřila Bělušice.

## Obyvatelstvo
Při sčítání lidu v roce 1921 zde žilo 223 obyvatel (z toho 114 mužů), z nichž bylo 39 Čechoslováků, 182 Němců a dva cizinci. Až na dva evangelíky a jednoho člověka bez vyznání se hlásili k římskokatolické církvi. Podle sčítání lidu z roku 1930 měla vesnice 238 obyvatel: 52 Čechoslováků, 184 Němců a dva cizince. Kromě římskokatolické většiny zde žili dva evangelíci, čtyři členové církve československé a dva lidé bez vyznání.
|           | 1869 | 1880 | 1890 | 1900 | 1910 | 1921 | 1930 | 1950 | 1961 | 1970 | 1980 | 1991 | 2001 | 2011 |
| --------- | ---- | ---- | ---- | ---- | ---- | ---- | ---- | ---- | ---- | ---- | ---- | ---- | ---- | ---- |
| Obyvatelé | 265  | 262  | 223  | 231  | 234  | 223  | 238  | 154  | 185  | 175  | 148  | 98   | 99   | 145  |
| Domy      | 44   | 45   | 45   | 45   | 46   | 47   | 46   | 53   | 43   | 41   | 36   | 40   | 44   | 52   |

## Pamětihodnosti
Kostel svatého Martina na návsi je původně gotická stavba, ale dochovaná podoba pochází z barokních úprav, které proběhly v roce 1717. Naproti kostelu stojí socha svatého Jana Nepomuckého ze druhé čtvrtiny osmnáctého století. Je umístěna na soklu s volutami a reliéfem na přední straně.

## Galerie

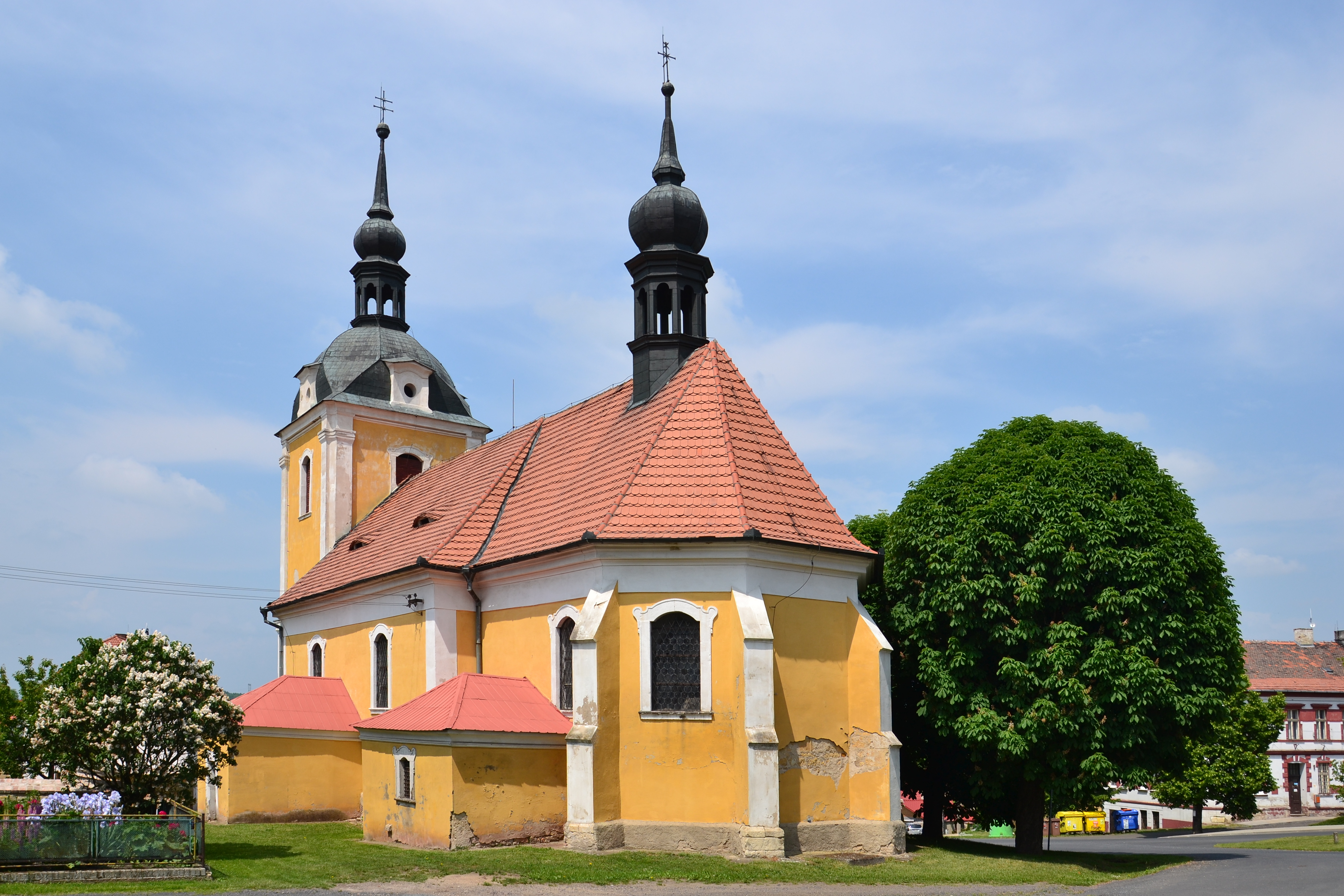
Kostel svatého Martina
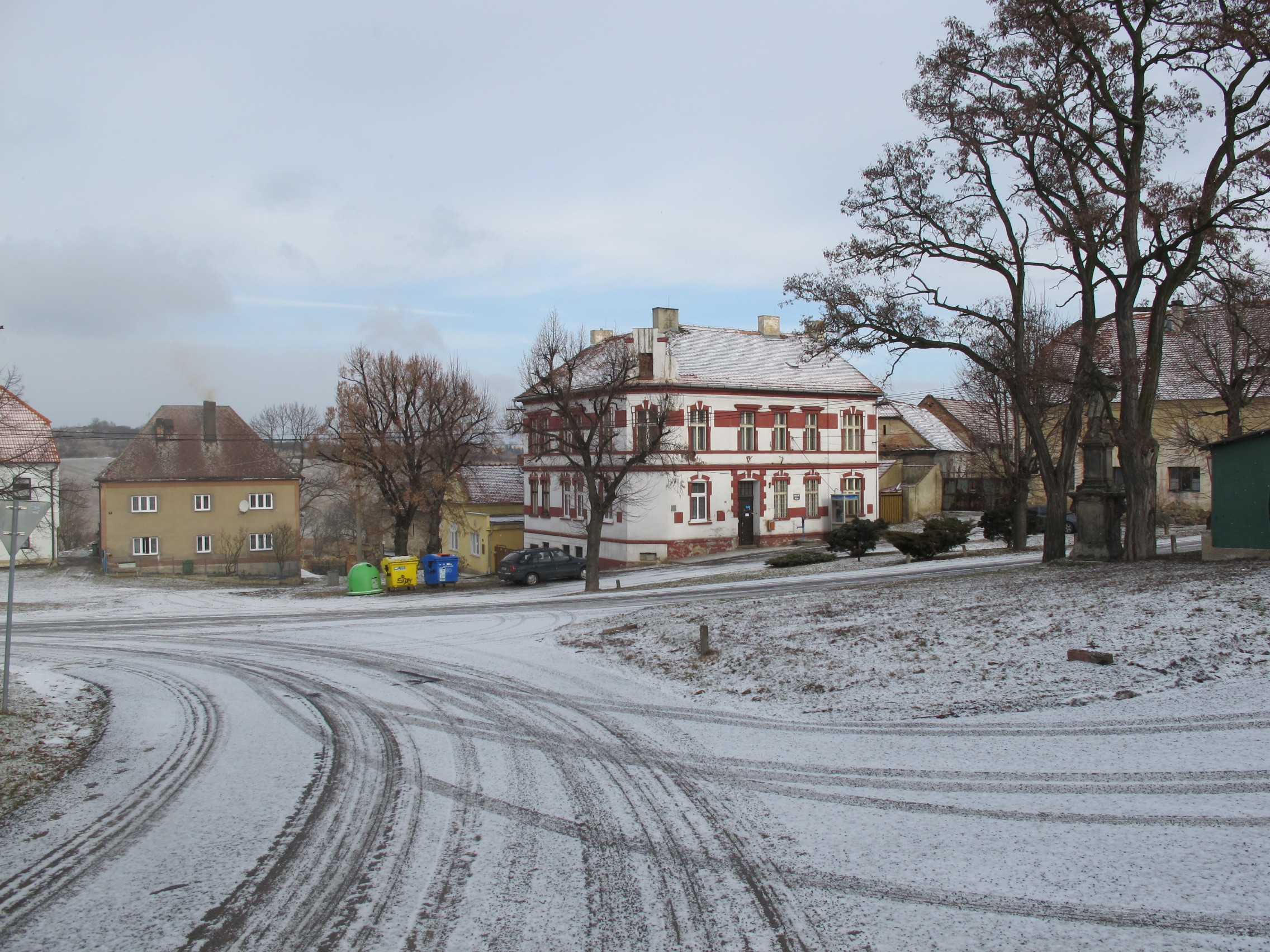
Náves
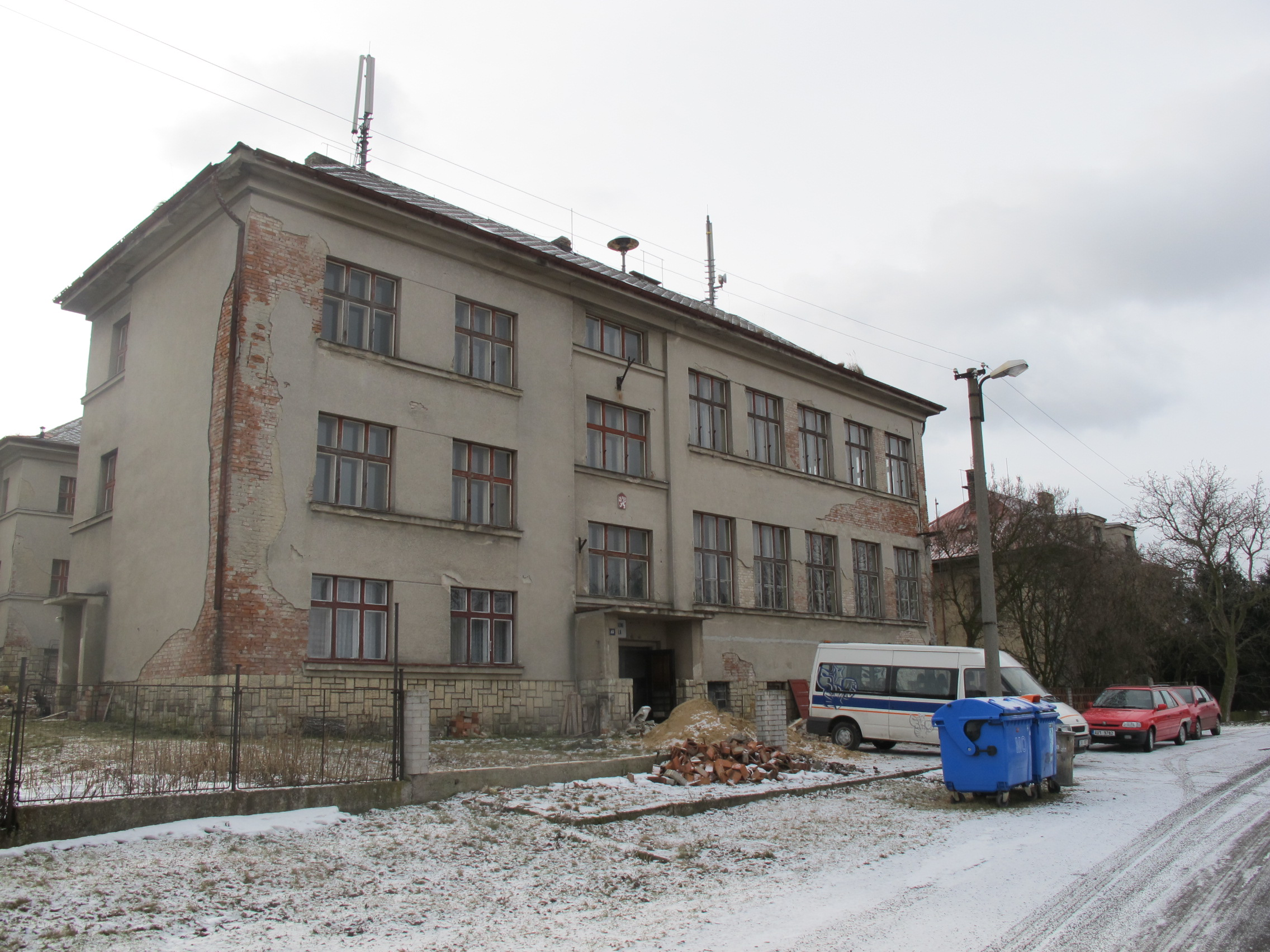
Bývalá škola
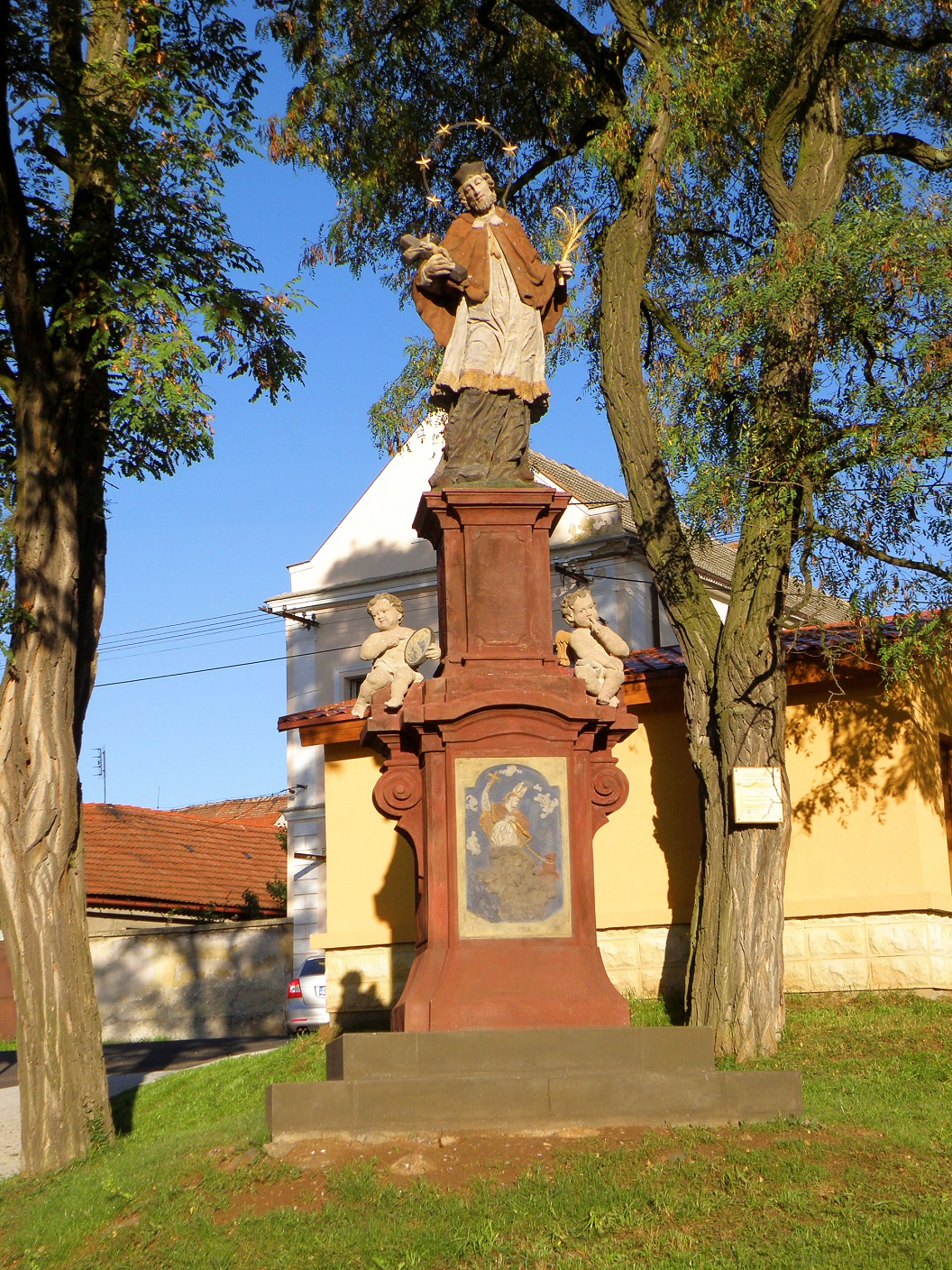
Socha svatého Jana Nepomuckého
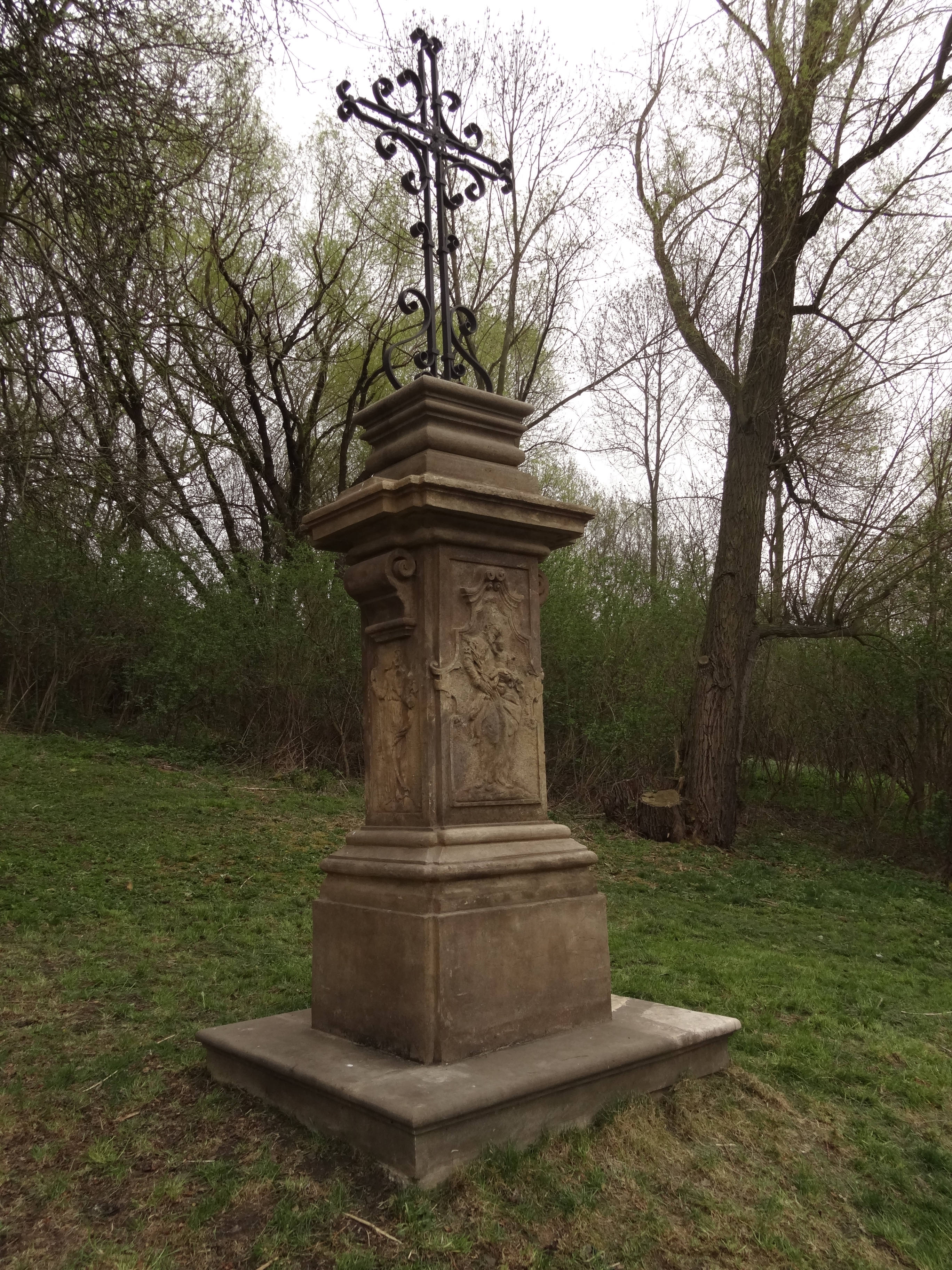
Krucifix v úvalu pod vsí
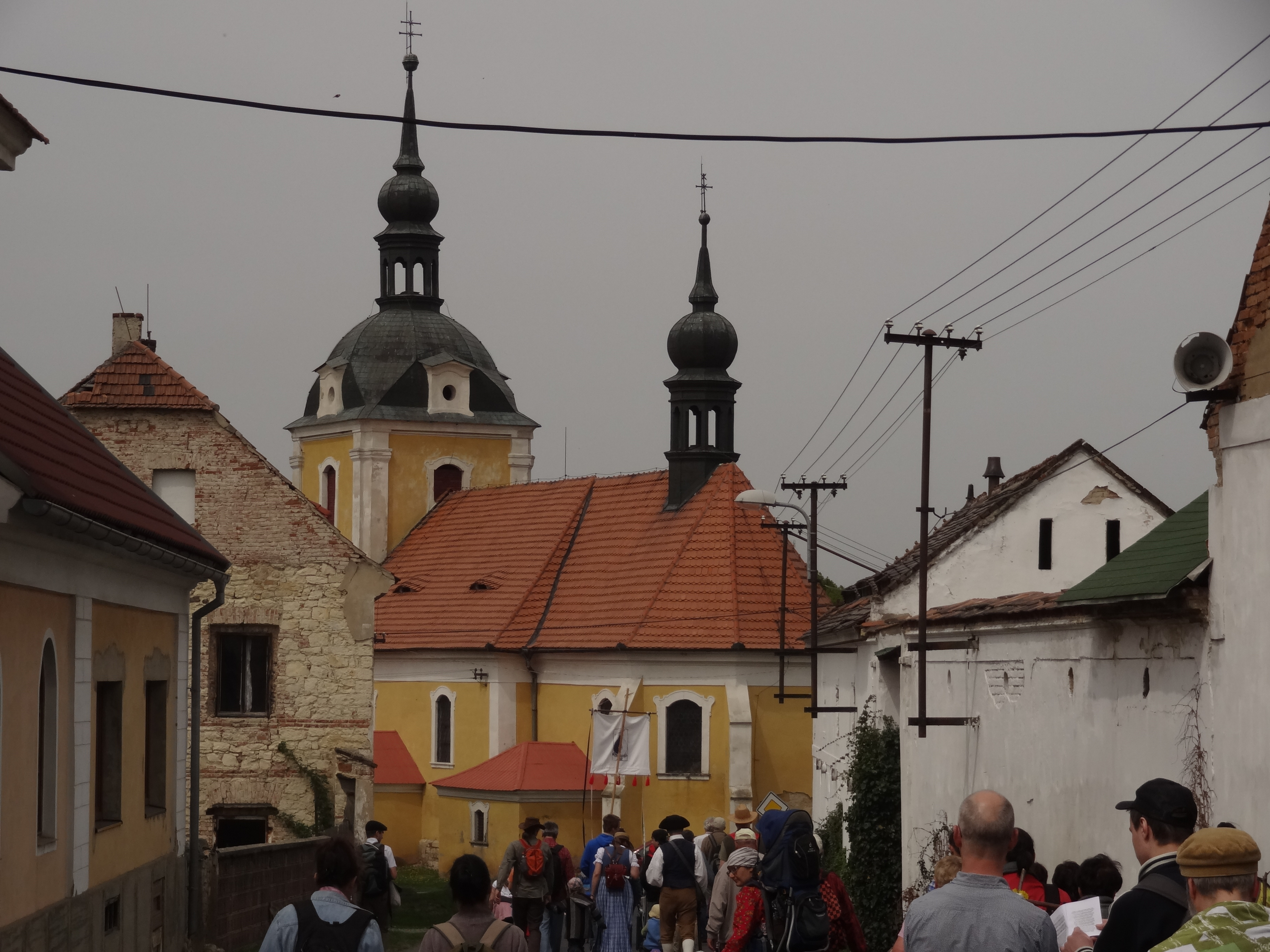
Kostel svatého Martina při Svatomarkovském procesí